# Диалектика мифа
«Диале́ктика ми́фа» — философская работа А. Ф. Лосева, опубликованная в 1930. Книга прошла предварительную цензуру, однако была издана автором с некоторыми добавлениями. Во время подготовки издания, 18 апреля 1930, автор был арестован, в том числе и по обвинению в распространении не прошедших цензуру сочинений. Издание было конфисковано. Первое переиздание книги в СССР появилось только в 1990 году. Отдельные фрагменты из так называемых «Добавлений к „Диалектике мифа“» стали публиковаться с 1992 года.
Книга посвящена теме мифа и мифологии. А. Ф. Лосев, анализируя понятие мифа, последовательно отвергает многочисленные трактовки понятия о мифическом, чтобы в конце прийти к следующему определению: «миф есть в словах данная чудесная личностная история». Под чудесным А. Ф. Лосев понимает, прежде всего, осмысленно-личностное начало, в противовес умозрительно-абстрактному. В конце работы автор намерен перейти к описанию логически необходимой («диалектически необходимой», по выражению автора) картины «абсолютной мифологии», под которой, как это понятно из оставшихся фрагментов, следует понимать мир христианской онтологии, основанный на концепциях античности.
Миф Лосев понимает следующим образом: «Миф – необходимейшая – прямо нужно сказать, трансцендентально-необходимая – категория мысли и жизни; и в нем нет ровно ничего случайного, ненужного, произвольного, выдуманного или фантастического. Это – подлинная и максимально конкретная реальность».
Таким образом, А. Ф. Лосев говорит, что подлинная, живая реальность может быть названа только мифом, а абсолютный, полноценный миф может быть только один — мир антично-христианской эстетики. Лосев показывает принципиальное единство в своих основах мировоззрения Античности и Средних веков, противопоставляя его мировоззрению Возрождения и Нового времени.
Конечная цель антично-средневекового мировоззрения — прославление Бога как единственной подлинной личности, миф о которой — и есть подлинная реальность. По Лосеву, в противоположность этому, конечная цель мировоззрения Возрождения и Нового времени — «убить Бога и занять его место».
Произведение называют антимарксистским. При этом в нём Лосев предсказывал, что после социализма с неизбежностью последует анархия.